# إدواردو لوبيز بوستامينت
إدواردو لوبيز بوستامينت (بالإسبانية: Eduardo López Bustamante) هو محامي وصحفي وشاعر إسباني وفنزويلي، ولد في 9 ديسمبر 1881 في ماراكايبو في فنزويلا، وتوفي بنفس المكان في 30 يونيو 1939.